# Kepler-46 c
 (mai 2025).
Kepler-46 c est une exoplanète de type Planète géante gazeuse en orbite autour de la son étoile hôte Kepler-46, située à environ 2 534,43 années-lumière de la Terre.

## Caractéristiques physiques
L'exoplanète se distingue par sa masse modérée de 0,38 MJ, son rayon de 1,2 RJ et sa température de 455 K.

## Orbite
Elle orbite à 0,28  unités astronomiques de son étoile, une distance comparable à celle de Vénus dans le système solaire.

## Découverte
L'exoplanète a été découverte par la méthode des variations temporelles de transit en 2012.

## Habitabilité
Les conditions d'habitabilité de cette exoplanète ne sont pas déterminées ou ne sont pas connues.